# Nemacheilus arenicolus
Nemacheilus arenicolus är en fiskart som beskrevs av Kottelat, 1998. Nemacheilus arenicolus ingår i släktet Nemacheilus och familjen grönlingsfiskar. IUCN kategoriserar arten globalt som livskraftig. Inga underarter finns listade i Catalogue of Life.